# Dordrechter Ständeversammlung
Als Ständeversammlung von Dordrecht wird das Zusammentreten der holländischen Stände in Dordrecht 1572 zu Beginn des Niederländischen Unabhängigkeitskampfes gegen Spanien bezeichnet.
Im Verlauf des niederländischen Unabhängigkeitskampfes gegen Philipp II. von Spanien kamen am 19. Juli 1572 die Staten van Holland (die Ständevertretung der Provinz Holland) in Dordrecht, der ältesten Stadt Hollands, zusammen. Dort wurde Wilhelm von Oranien als Statthalter der Niederlande anerkannt. Der Aufruf von Maximilien de Hénin-Liétard, Graf von Boussu, des „offiziellen“ Statthalters des habsburgischen Königs, an die Stände vom 15. Juli 1572, in Den Haag zu erscheinen, war von den Delegierten des Adels und der Städte ignoriert worden. Die Geistlichkeit war in Holland ohnehin nicht als Stand vertreten. Eine doppelte Ständeversammlung, wie es sie beispielsweise im Languedoc in den 1560er Jahren im Rahmen der französischen Religionskriege gegeben hatte, fand in Holland also nicht statt.
Hierbei handelt es sich um einen Meilenstein auf dem Weg zur niederländischen Unabhängigkeit von Spanien. Auf dieser Versammlung fehlten allerdings die wichtigen Städte wie Amsterdam, Utrecht oder Gouda, die sich erst später den Aufständischen anschlossen. Aus den Akten der Dordrechter Ständeversammlung kann abgeleitet werden, dass Wilhelm von Oranien zunächst (bis ca. 1574, also noch nach der Ablösung Albas) de jure suo, d. h. aus eigenem Recht, gegen Alba Krieg führen sollte. Juristisch maßgebend war also in dieser Phase seine Stellung als Landesherr des Fürstentums Orange in Frankreich; erst später sollte das Widerstandsrecht der Stände entwickelt und als Basis formuliert werden.
Die Dordrechter Ständeversammlung stellte auch einen Schritt zur Entwicklung der modernen Menschenrechte und der Grundrechte dar, da Wilhelm von Oranien seine Wahl von der Gewährung der Religions- und Versammlungsfreiheit abhängig gemacht hatte. Diese Freiheiten wurden beim Zusammenschluss der niederländischen Provinzen in der Genter Pazifikation 1576 und in der Utrechter Union von 1579 bestätigt.
In derselben Stadt fand von November 1618 bis Mai 1619 die Dordrechter Synode statt.